# Gaston Doumergue
Gaston Doumergue (Aigues-Vives, 1º agosto 1863 – Aigues-Vives, 18 giugno 1937) è stato un politico francese.

## Biografia
Nato in una famiglia protestante linguadociana, era figlio del vignaiolo Pierre Doumergue
e di Françoise Pattus. Era il prozio della drammaturga Colette Audry. Fu membro della Massoneria.
Di professione avvocato, Doumergue esercitò la magistratura in Indocina e Algeria, allora colonie francesi; nel 1893 venne eletto deputato tra le file del Partito Repubblicano, Radicale e Radical-Socialista, mentre nel 1910 divenne senatore. Da allora esercitò vari incarichi ministeriali: dal 1902 al 1905 fu ministro delle Colonie, il 14 marzo 1906 ebbe il dicastero del Lavoro, che tenne fino al 27 ottobre, per poi ottenere quello dell'Industria e del Commercio, che resse fino al 1908, quando divenne per un biennio (1908 - 1910) ministro dell'Istruzione. Inoltre, Doumergue fu eletto Presidente del Consiglio il 9 dicembre 1913, tenendo anche il dicastero degli Esteri e formando un governo di "intesa repubblicana"; dimessosi il 9 giugno 1914, allo scoppio della prima guerra mondiale Doumergue divenne nuovamente per breve tempo (3 agosto - 26 agosto 1914) ministro degli Esteri, per poi assumere il portafoglio delle Colonie, che mantenne fino al 1917.
Nel 1920 succedette a Émile Combes come presidente del gruppo parlamentare della Sinistra Democratica, mantenendo tale ruolo fino al 1924.
Eletto poi Presidente del Senato nel 1923, il parlamentare francese fu scelto, il 13 giugno 1924 come Presidente della Repubblica. Durante il suo mandato si accentuarono le tensioni con la Germania a causa dell'occupazione della Ruhr in merito alle riparazioni che il Paese doveva alla Francia, che a stento furono placate con la stesura del Patto di Locarno del dicembre 1925, che ammetteva la Repubblica di Weimar nella Società delle Nazioni, avviando così un breve ma intenso periodo di distensione fra i due Paesi. Sul fronte interno, la presidenza di Doumergue vide la costituzione del governo di unità nazionale di Raymond Poincaré tra tutti i partiti non di sinistra, che riuscì a superare la crisi finanziaria ed economica e continuò la politica di distensione con la Germania con il ministro degli Esteri Aristide Briand.
Una volta scaduto il suo settennato, il 13 giugno 1931, si ritirò a vita privata, ma venne richiamato il 9 febbraio 1934 a presiedere il Consiglio dei ministri dopo le sanguinose sommosse popolari di Parigi tra polizia e manifestanti che protestavano per lo "scandalo Stavisky", un caso di corruzione che aveva intaccato i membri del precedente governo. Ottenuti dal Parlamento i pieni poteri, Doumergue varò un governo "di tregua, pacificazione e giustizia", con il quale tentò di raddrizzare la situazione economica e di riformare la Costituzione per rafforzare i poteri dell'esecutivo. Tuttavia, l'assassinio del ministro Louis Barthou, coinvolto nell'attentato che uccise il re Alessandro I di Jugoslavia il 9 ottobre 1934, durante una visita a Marsiglia, le dimissioni del guardasigilli Chéron il 14 ottobre successivo e l'opposizione netta dei radicali, lo costrinsero a rassegnare le dimissioni l'8 novembre 1934.
Ritiratosi definitivamente a vita privata, Doumergue si spense nel suo paese natale, il 18 giugno 1937, a 73 anni.